# João Fiadeiro
João Fiadeiro (* 1965 in Paris, Frankreich) ist ein portugiesischer Ballett-Tänzer, Choreograph und Tanz-Theoretiker. Er ist ein herausragender Vertreter des Nova Dança Portuguesa.

## Leben
Joao Fiadeiro wurde als Sohn von Flüchtlingen vor der faschistischen Diktatur von Salazar in Paris geboren. Er verbrachte seine Kindheit bis zur Rückkehr nach Portugal 1972 in Algerien, El Salvador und Brasilien.
Von 1983 bis 1988 studierte er Tanz an der Akademie für Tanz und Ballett der Gulbenkian-Stiftung in Lissabon. In New York, wo er 1988 einige Monate lebte, entdeckte er den post-modernen amerikanischen Tanz von Trisha Brown, Steve Paxton und David Gordon für sich. 1989 kam er nach West-Berlin, wo er unter Dieter Heitkamp und Howard Sonnenklar in die Kompositionsmethode des belgischen Choreographen Wim Vandekeybus eingeweiht wurde.
Seine ersten Erfahrungen als Tänzer und Choreograph machte er von 1986 bis 1988 bei der Companhia de Dança de Lisboa. Von 1989 bis 1990 war er Mitglied des Tanz-Ensembles der Gulbenkian-Stiftung. Als Choreograph war er auch an dem portugiesischen Spielfilm "Ao fim da noite", 1991, beteiligt.
1990 gründete er sein eigenes Tanz- und Ballett-Ensemble "RE.AL", das zunächst hauptsächlich seine eigenen Produktionen produzierte und aufführte. Später diente es zusätzlich dafür, seine eigenen Tanzkompositionen und Theorien in Workshops in Portugal und im Ausland Studenten nahezubringen und junge Tänzer zu fördern.
Er war auch Dozent an verschiedenen Tanz-Akademien und Fakultäten, so bei Forum Dança in Lissabon, in Montpellier, Wien und an der Universität der Künste Berlin. João Fiadeiro lebt in Lissabon.

## Werk (Auswahl)
Dabei handelt es sich um seine eigenkomponierten Choreographien
- Plano para identificiar o centro, 1989.
- Para onde vai a luz quando se apaga, 2007.
- Este corpo que me ocupa, 2008.